# Bachenberg
Bachenberg é um município localizada no distrito de Altenkirchen, na associação municipal de Verbandsgemeinde Altenkirchen, no estado da Renânia-Palatinado.

## População da Comunidade
| - 1815 – 52 - 1835 – 73 - 1871 – 86 - 1905 – 113 - 1939 – 106 | - 1950 – 106 - 1961 – 110 - 1970 – 130 - 1987 – 103 - 2000 – 115 |